# Końskowola
Końskowola este un sat în sud-estul Poloniei, situat între localitățile Puławy și Lublin, lângă Kurów, pe malurile râului Kurówka. Este o capitală de comună (gmina) în județul (Powiat) Puławy din Voievodatul Lublin.
1. ↑   https://www.portalsamorzadowy.pl/zmiany-w-prawie/rzad-planuje-spore-zmiany-na-mapie-polski-juz-od-stycznia-2025-r,556228.html Lipsește sau este vid: |title= (ajutor)